# Sthelenus
Sthelenus is een kevergeslacht uit de familie van de boktorren (Cerambycidae). De wetenschappelijke naam van het geslacht werd voor het eerst geldig gepubliceerd in 1859 door Buquet.

## Soorten
Sthelenus omvat de volgende soorten:
- Sthelenus ichneumoneus Buquet, 1859
- Sthelenus morosus Pascoe, 1862